# Pedro Álvares da Câmara
Pedro Álvares da Câmara foi um dos primeiros povoadores dos Açores, foi um nobre português fidalgo da Casa Real e o instituidor do morgado de Porto Martins, ilha Terceira, com capela de Nossa Senhora da Ressurreição no Mosteiro de São Francisco, da então vila da Praia da Vitória da ilha Terceira  no ano de 1499, e casado com Catarina de Ornelas de Saavedra, segundo alguns historiadores, ou com Andresa Mendes de Vasconcelos, segundo outros.

## Biografia
Esta família tem a sua origem na ilha da Madeira, e é proveniente da geração e linhagem dos Câmaras, que tiveram por chefe João Gonçalves Zarco (depois da Câmara), e que foi famoso descobridor da referida ilha no ano de 1419 e 1.° capitão do donatário do Funchal a quem, por carta régia datada de 4 de Julho de 1460, foram concedidas as honras de nobreza, com os apelidos - da Câmara de Lobos - e o respectivo brasão de armas.
De entre os vários ramos desta família que passaram aos Açores, destaca-se Pedro Álvares da Câmara, que foi para a ilha Terceira nos meados do século XV, e Ruy Gonçalves do Câmara que passou a ilha de São Miguel, também por aquela ocasião. Deste derivou um novo ramo para a ilha Terceira, onde se entroncou com a família dos Sás.
Era filho de Álvaro Gonçalves, que, parece, era irmão do Zarco. Adoptou, assim, o nome da Câmara, dado a seu tio paterno e sua descendência.
Foi com seu cunhado João de Ornelas para a Ilha Terceira (Açores).
Manuel José da Costa Felgueiras Gaio chama-lhe Pedro Gonçalves da Câmara e confunde-o com o filho do capitão do donatário João Gonçalves da Câmara.
Este Pedro Álvares da Câmara, foi casado com Catarina de Ornelas de Saavedra, filha de Álvaro de Ornelas e de sua mulher Elvira Fernandes de Saavedra, de quem teve sete filhos e filhas:
1. João de Ornelas da Câmara, que foi fidalgo da Casa Real, Cavaleiro da Ordem de Cristo, Senhor e herdeiro da Casa de seus pais. Casou com Briolanja de Vasconcelos, com a qual fez testamento de mão comum em que vincularam seus bens, com capela na matriz da Praia da Vitória sob a invocação de Nossa Senhora dos Anjos. Deste casamento não houve descendência.
2. Álvaro de Ornelas da Câmara, casado na ilha Graciosa com F. (…) Gil Sodré.
3. Branca de Ornelas da Câmara, fez testamento na localidade do Juncal, termo da Praia da Vitória, em 20 de Fevereiro de 1518, e foi casada com Diogo Paim, Fidalgo de Cota de Armas por Carta de 20 de Março de 1533, que teve Carta de Armas para Paim, onde se diz filho de Duarte Paim e neto paterno de Valentim Paim, «Fidalgo Ingrez» que veio para Portugal com a rainha D. Filipa de Lencastre, falecido a 15 de Outubro de 1541.
4. Isabel de Ornelas da Câmara, sucessora, casou com Antão Martins Homem.
5. Luísa de Ornelas da Câmara, que casou com Álvaro Lopes da Fonseca, que foi ouvidor na então Vila da Praia da Vitória, e instituidor de um morgado, com capela de Santa Madalena erecta na Igreja de Santa Cruz (Praia da Vitória).
6. Margarida de Ornelas da Câmara, mulher de Duarte Ferreira de Teive.
7. Catarina de Ornelas da Câmara, casada com Duarte Correia da Cunha.